# Neopsis elegans
Neopsis elegans är en insektsart som beskrevs av Van Duzee 1907. Neopsis elegans ingår i släktet Neopsis och familjen dvärgstritar. Inga underarter finns listade i Catalogue of Life.